# Merten (Familienname)
Merten ist ein Familienname.

## Herkunft und Bedeutung
Merten ist eine Variante des Namens Martin.

## Namensträger
- Anikó Glogowski-Merten (* 1982), deutsche Politikerin (FDP), MdB
- Blandine Merten (1883–1918), deutsche Ordensschwester, Selige der römisch-katholischen Kirche
- Christa Merten (1944–1986), deutsche Leichtathletin
- Claudius Merten (1842–1912), deutscher Theaterschauspieler und Sänger
- Detlef Merten (* 1937), deutscher Rechtswissenschaftler
- Eduard von Merten (1860–1933), österreichischer Generalmajor
- Esther Holland-Merten (* 1977), deutsche Theaterleiterin
- Georg Merten (1941–2018), deutscher Diplomat
- Hans Merten (1908–1967), deutscher Politiker (SPD)
- Heike Merten-Hommel (* 1961), deutsche Dramaturgin, Theaterwissenschaftlerin und Publizistin
- Heiko Merten (* 1971), deutscher Kameramann
- Hermann Merten, Pseudonym des deutschen Schriftstellers Hermann Kasack (1896–1966)
- Jacob Merten (1809–1872), deutscher römisch-katholischer Geistlicher, Theologe und Philosoph
- Johannes Merten (1857–1926), deutscher Marineoffizier, zuletzt Vizeadmiral der Kaiserlichen Marine
- Jörg Merten (* 1981), österreichischer Handballspieler
- Kai Merten (* 1972), deutscher Anglist
- Karl-Friedrich Merten (1905–1993), deutscher U-Boot-Kommandant
- Kenneth H. Merten (* 1961), amerikanischer Diplomat
- Klaus Merten (1940–2020), deutscher Kommunikationswissenschaftler
- Klaus Merten (Kunsthistoriker) (* 1937), deutscher Kunsthistoriker
- Marieluise Deißmann-Merten (1935–2011), deutsche Althistorikerin
- Max Merten (1911–1971), deutscher Jurist, der als Kriegsverwaltungsrat am Massenmord an den griechischen Juden von Saloniki beteiligt war
- Michael Merten (* 1969), deutscher Volleyballtrainer
- Michaela Merten (* 1964), deutsche Buchautorin, Schauspielerin und Sängerin
- Otto Merten (1874–1939), Lehrer, Ministerialdirektor und Mitglied des Deutschen Reichstags
- Peter Merten (* 1954), deutscher Manager und Eishockey-Funktionär
- Reinhold Merten (1894–1943), deutscher Dirigent
- Roland Merten (* 1960), deutscher Politiker, Staatssekretär in Thüringen
- Stephan Merten (* 1956), deutscher Germanist, Sprachwissenschaftler und Sprachdidaktiker
- Thomas Merten († 1626), Berggeschworener und Stadtverteidiger von Zellerfeld im Dreißigjährigen Krieg
- Thorsten Merten (* 1963), deutscher Schauspieler
- Ulrike Merten (* 1951), deutsche Politikerin (SPD)
- Wilhelm Merten (1879–1952), deutscher Bildhauer